# XXXV Olimpíada Brasileira de Matemática
A 'XXXV Olimpíada Brasileira de Matemática' (OBM) foi a 35ª edição da Olimpíada Brasileira de Matemática, realizada durante o ano de 2013 envolvendo escolas públicas e particulares de todo o território Brasileiro, além das principais Universidades do Brasil. A competição contou com 4 níveis de participação:
- Nível 1 - destinado aos alunos do 6º e 7º anos do ensino fundamental

- Nível 2 - destinado aos alunos do 8º e 9º anos do ensino fundamental

- Nível 3 - destinado aos alunos do ensino médio

- Nível U (Universitário) - destinado aos alunos de qualquer curso de graduação no ensino superior.

Como ocorrido nos anos anteriores, a XXXV OBM ocorreu em três fases, levando-se em consideração uma nota mínima de corte para admissão às fases subsequentes baseada na somatória das pontuações das fases anteriores, e a pontuação total obtida nas três fases para premiação.

## Calendário
Conforme divulgado pela Comissão de Olimpíadas da SBM, o calendário para a edição de 2014 foi o seguinte:
| Evento                                                   | Data                              |
| -------------------------------------------------------- | --------------------------------- |
| Período de Inscrições                                    | 25 de março a 30 de abril de 2013 |
| Primeira Fase - Níveis 1, 2 e 3                          | 15 de junho de 2013               |
| Data de publicação da nota de corte para a Segunda Fase  | 22 de julho de 2013               |
| Segunda Fase - Níveis 1, 2 e 3                           | 21 de setembro de 2013            |
| Primeira Fase - Nível Universitário                      | 21 de setembro de 2013            |
| Data de publicação da nota de corte para a Terceira Fase | 9 de outubro de 2013              |
| Terceira Fase - Nível 1                                  | 26 de outubro de 2013             |
| Terceira Fase - Níveis 2 e 3 - Primeiro Dia              | 26 de outubro de 2013             |
| Segunda Fase - Nível Universitáio - Primeiro Dia         | 26 de outubro de 2013             |
| Terceira Fase - Níveis 2 e 3 - Segundo Dia               | 27 de outubro de 2013             |
| Segunda Fase - Nível Universitáio - Segundo Dia          | 27 de outubro de 2013             |
| Divulgação dos premiados                                 | dezembro de 2013                  |